# Philippe-Laurent de Joubert
Philippe-Laurent de Joubert, né en 1729 et mort le 30 mars 1792, est un noble et mécène français.

## Biographie
Philippe-Laurent de Joubert est chevalier, vicomte et baron. Il est aussi trésorier des États du Languedoc, charge que sa famille se transmet durant un siècle et jusqu'à la Révolution française.
Il se marie avec Marie-Madeleine Paulet, avec qui il a quatre enfants.
Il acquiert le 27 juin 1778 l'hôtel de Villemaré, racheté aux neveux et nièces de François-Balthazar Dangé pour la somme de 300 000 livres.
Philippe-Laurent de Joubert est un amateur d'art éclairé et un collectionneur avisé qui installe dans son hôtel un cabinet d'histoire naturelle remarqué en son temps. Il est membre fondateur de la Société des beaux-arts de la ville de Montpellier et le plus grand mécène et collectionneur de cette ville à cette époque ; ainsi il permit à François-Xavier Fabre et à d'autres élèves de l'école de dessin de partir à Paris et même à Rome.

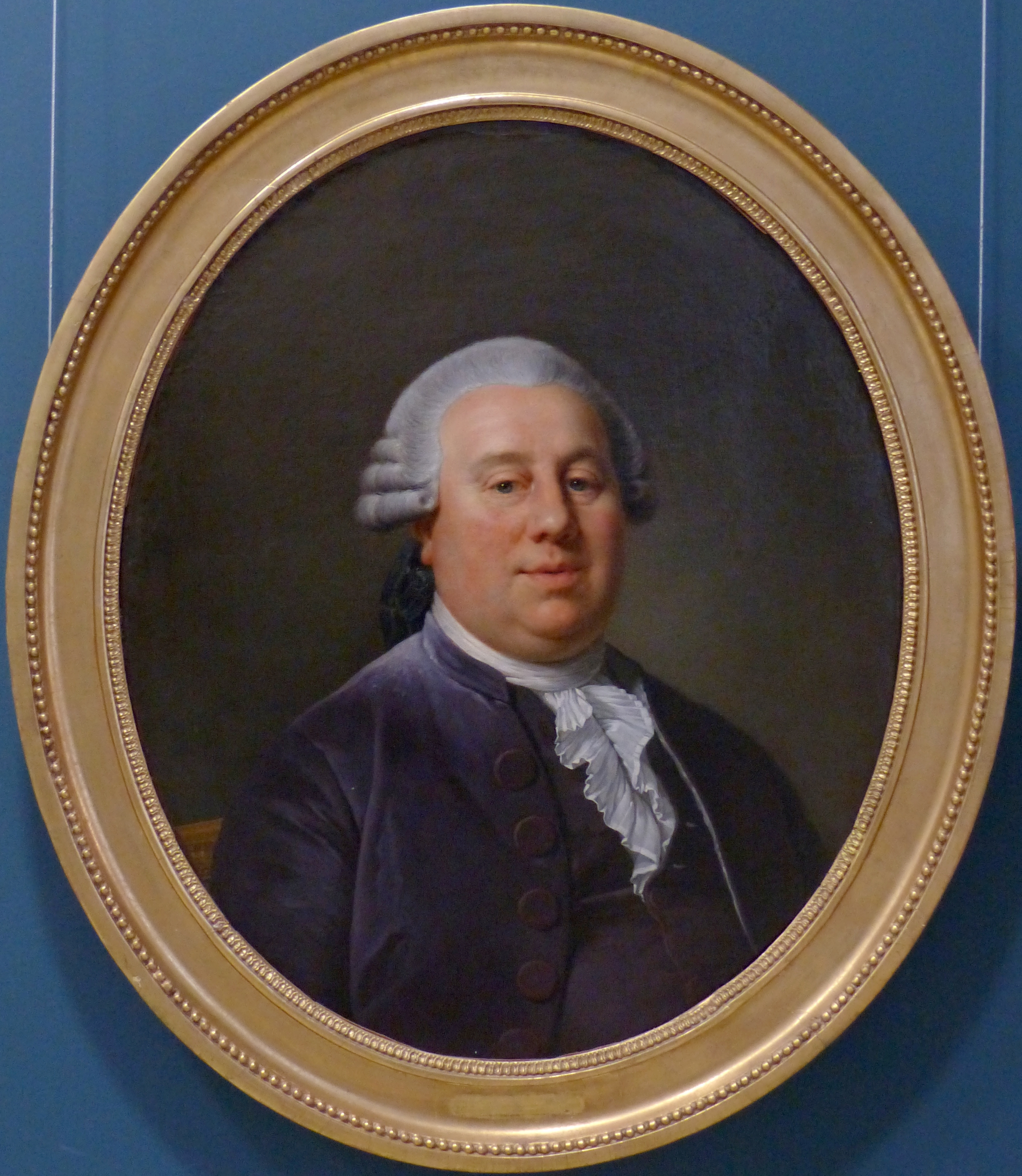
Portrait par François-Xavier Fabre, vers 1786. Huile sur toile, musée Fabre, Montpellier.

En 1786, il devient associé de l'Académie royale de peinture et de sculpture à Paris. C'est dans ce contexte que Jacques-Louis David peint son portrait.
Il meurt en 1792, surendetté après avoir prêté près de trois millions de livres à des prélats et des aristocrates partis en exil lors de la Révolution française[réf. nécessaire].